# Паново (Івановська область)
Паново (рос. Паново) — присілок в Палехському районі Івановської області Російської Федерації.
Населення становить 391 особу. Входить до складу муніципального утворення Пановське сільське поселення.

## Історія
Від 2005 року входить до складу муніципального утворення Пановське сільське поселення.

## Населення
| 1859 | 1905 | 2010 |
| ---- | ---- | ---- |
| 131  | ↗133 | ↗391 |